# PARD3
La división del homólogo 3 defectuoso es una proteína que en humanos está codificada por el gen PARD3.

## Función
Las proteínas PARD, son esenciales para la división celular asimétrica y el crecimiento polarizado, mientras que CDC42 (MIM 116952) media el establecimiento de la polaridad celular. La CDC42 GTPasa, que está controlada por factores de intercambio de nucleótidos (GEFs; ver MIM 606057) y proteínas activadoras de GTPasa (GAP; ver MIM 604980), interactúa con un gran conjunto de proteínas efectoras que típicamente contienen un CDC42 / RAC (MIM 602048) dominio de enlace interactivo (CRIB).

## Interacciones
Se ha demostrado que PARD3 interactúa con:
- JAM2,
- JAM3,[4]
- PRKCI,[5] y
- PVRL3.[6]